# Нігерійська найра
Ніґерійська найра — грошова одиниця Нігерії, рівна 100 кобо. Код ISO 4217 — NGN.

## Історія
Найра була введена в грошовий обіг з 1 січня 1973 р. замість нігерійського фунта. Тим самим Нігерія стала останньою африканською державою, що відмовилася від дванадцяткової грошової системи.
У жовтні 2021 року в Нігерії офіційно запущено eNaira, цифрову версію державної валюти.

## Банкноти основного обігу зразка1984–2006років
Спочатку Центральний банк Нігерії ввів у обіг банкноти номіналами 50 кобо (10 шилінгів), 1, 5 і 10 найра, що нагадують колишні фунти. У лютому 1977 введена в обіг банкнота номіналом в 20 найра. У жовтні 1991 — банкнота номіналом 50 найра, 1 грудня 1999 — 100 найра, 1 листопада 2000 — 200 найра, 4 квітня 2001 — 500 найра, 12 жовтня 2005 — 1000 найра.
В обігу перебувають банкноти номіналом 5, 10, 20, 50, 100, 200, 500 і 1000 найра різних років випуску.
| Серія 1984–2006 років | Серія 1984–2006 років | Серія 1984–2006 років | Серія 1984–2006 років | Серія 1984–2006 років  | Серія 1984–2006 років                     | Серія 1984–2006 років                        | Серія 1984–2006 років |
| Зображення            | Зображення            | Номінал (доларів)     | Розміри (мм)          | Основні кольори        | Опис                                      | Опис                                         | Рік друку             |
| Аверс                 | Реверс                | Номінал (доларів)     | Розміри (мм)          | Основні кольори        | Аверс                                     | Реверс                                       | Рік друку             |
| --------------------- | --------------------- | --------------------- | --------------------- | ---------------------- | ----------------------------------------- | -------------------------------------------- | --------------------- |
|                       |                       | 5                     | 78 х 151              | коричневий, рожевий    | Портрет Алхаджі Балеви                    | Барабанщики в традиційних костюмах           | 2001                  |
|                       |                       | 5                     | 72 х 130              | коричневий, рожевий    | Портрет Алхаджі Балеви                    | Барабанщики в традиційних костюмах           | 2006                  |
|                       |                       | 5                     | 72 х 130 пластик      | коричневий, рожевий    | Портрет Алхаджі Балеви                    | Барабанщики в традиційних костюмах           | 2009                  |
|                       |                       | 10                    | 78 х 151              | червоний, жовтий       | Портрет Альвана Ікоку                     | Жінки с посудинами на голові                 | 2001                  |
|                       |                       | 10                    | 72 х 130              | червоний, жовтий       | Портрет Альвана Ікоку                     | Жінки с посудинами на голові                 | 2006                  |
|                       |                       | 10                    | 72 х 130 пластик      | червоний, жовтий       | Портрет Альвана Ікоку                     | Жінки с посудинами на голові                 | 2009                  |
|                       |                       | 20                    | 78 х 151              | зелений, жовтий        | Портрет Мурталі Мохаммеда                 | Герб Нігерії                                 | 1984                  |
|                       |                       | 20                    | 72 х 130 пластик      | зелений, червоний      | Портрет Мурталі Мохаммеда                 | Леді Квалі (гончар)                          | 2006                  |
|                       |                       | 50                    | 78 х 151              | синій, рожевий         | Портрети нігерійців                       | Сільськогосподарські роботи                  | 2001                  |
|                       |                       | 50                    | 72 х 130              | синій, рожевий         | Портрети нігерійців                       | Рибаки за роботою                            | 2007                  |
|                       |                       | 50                    | 72 х 130 пластик      | синій, рожевий         | Портрети нігерійців                       | Рибаки за роботою                            | 2009                  |
|                       |                       | 100                   | 78 х 151              | коричневий, рожевий    | Портрет Обафемі Аволово                   | Скала Зума                                   | 1999                  |
|                       |                       | 200                   | 78 х 151              | зелений, синій         | Портрет Ахмаду Белло                      | Два буйвола і сільськогосподарська продукція | 2002                  |
|                       |                       | 500                   | 78 х 151              | синій, рожевий         | Портрет Ннамді Азіківе                    | Морська нафтова платформа                    | 2002                  |
|                       |                       | 1000                  | 78 х 151              | коричневий, фіолетовий | Портрети Алі Маі-Борну та Клемента Ізонга | Будівля Центрального банку в м. Абуджа       | 2005                  |

Анульовані всі банкноти, випущені до 1979 року, включно.